# براندون روبنسون
براندون روبنسون (بالهولندية: Brandon Robinson)‏ (25 فبراير 1995 بروتردام في هولندا - ) هو لاعب كرة قدم هولندي في مركز الوسط. لعب مع ناك بريدا.

## وصلات خارجية
- براندون روبنسون على موقع قاعدة بيانات كرة القدم.إي يو (الإنجليزية)
- براندون روبنسون على موقع Soccerway.com (الإنجليزية)